# Kup maršala Tita 1988./89.
Kup maršala Tita 1988./89., također poznat kao Kup Jugoslavije u nogometu 1988./89., bila je četrdeset i prva sezona Kupa Jugoslavije u nogometu nakon Drugog svjetskog rata.

U natjecanju je sudjelovalo 5523 timova: iz republičkih kupova plasirao se 14 momčadi koje su se pridružile 18 prvoligaškim klubovima u nacionalnom kupu kojim upravlja FSJ. Započeo je 2. kolovoza 1988., a završio 10. svibnja 1989.
Prošlosezonski osvajač kupa bio je Borac Banja Luka, ujedno i jedini drugoligaški osvajač u povijesti natjecanja. No, klub nije mogao obraniti naslov jer nije prošao kvalifikacije (kvalifikacije jedino nisu igrali prvoligaši): od 960 momčadi u Bosni i Hercegovini pobjednici su bili Rudar Ljubija i Borac Travnik.
Trofej je osvojio Partizan (koji je u finalu savladao mostarski Velež), njihov peti naslov, prvi nakon 32 godine. Pehar je Partizanu uručio predsjednik Saveznog vijeća socijalističke omladine Jugoslavije Branko Greganović.
Zahvaljujući uspjehu, Partizan je ostvario plasman u Kup pobjednika kupova 1989./90.

## Sudionici
Na natjecanju je sudjelovalo ukupno 5523 ekipe iz svih republika i pokrajina: 960 iz Bosne i Hercegovine, 58 iz Crne Gore, 1504 iz Hrvatske, 324 iz Makedonije, 242 iz Slovenije, 1771 iz Srbije, 192 iz Kosova i 472 iz Vojvodine.
18 sudionika Prve savezne lige 1987./88. kvalificiralo se direktno. Ostalih 14 ekipa (u žutom) plasirale su se kroz republičke kupove.
| rang    | Slovenija | Hrvatska                                         | Bosna i Hercegovina                                                    | Srbija                         | Srbija                                                                      | Srbija                     | Crna Gora         | Makedonija       |
| rang    | Slovenija | Hrvatska                                         | Bosna i Hercegovina                                                    | Vojvodina                      | Središnja Srbija                                                            | Kosovo                     | Crna Gora         | Makedonija       |
| ------- | --------- | ------------------------------------------------ | ---------------------------------------------------------------------- | ------------------------------ | --------------------------------------------------------------------------- | -------------------------- | ----------------- | ---------------- |
| 1. rang |           | - Dinamo Zagreb - Hajduk Split - Osijek - Rijeka | - Čelik Zenica - Sarajevo - Sloboda Tuzla - Velež Mostar - Željezničar | - Spartak Subotica - Vojvodina | - Crvena zvezda - Napredak Kruševac - Partizan - Rad Beograd - Radnički Niš |                            | - Budućnost       | - Vardar Skoplje |
| 2. rang |           | - Dinamo Vinkovci - Šibenik                      |                                                                        |                                | - Mačva Šabac                                                               | - Liria Prizren - Priština | - Sutjeska Nikšić |                  |
| 3. rang | - Maribor | - Mladost Petrinja                               | - Borac Travnik - Rudar Ljubija                                        | - Kabel Novi Sad               | - Mladost Lučani                                                            |                            | - Lovćen Cetinje  | - Sileks Kratovo |

## Šesnaestina završnice
| Domaći sastav          |   | Gostujući sastav        | Rezultat 2. kolovoza 1988. |
| ---------------------- | - | ----------------------- | -------------------------- |
| NK Šibenik (Šibenik)   | – | Rad (Beograd)           | 3:1                        |
|                        |   |                         | 3. kolovoza 1988.          |
| NK Osijek (Osijek)     | – | Mačva (Šabac)           | 2:3 (prod.)                |
| Liria (Prizren)        | – | Hajduk (Split)          | 0:0 (prod.) (5:4 pen.)     |
| Mladost (Petrinja)     | – | Crvena zvezda (Beograd) | 3:5 (prod.)                |
| Željezničar (Sarajevo) | – | FK Priština (Priština)  | 2:0                        |
| Sileks (Kratovo)       | – | Velež (Mostar)          | 0:3                        |
| Mladost (Lučani)       | – | Vojvodina (Novi Sad)    | 0:3                        |
| Radnički (Niš)         | – | Spartak (Subotica)      | 1:0                        |
| Lovćen (Cetinje)       | – | Partizan (Beograd)      | 0:1                        |
| Napredak (Kruševac)    | – | NK Rijeka (Rijeka)      | 3:1                        |
| Kabel (Novi Sad)       | – | Budućnost (Titograd)    | 0:4                        |
| Borac (Travnik)        | – | FK Sarajevo (Sarajevo)  | 1:3                        |
| NK Maribor (Maribor)   | – | Sloboda (Tuzla)         | 0:1                        |
|                        |   |                         | 10. kolovoza 1988.         |
| Rudar (Ljubija)        | – | Vardar (Skoplje)        | 1:0                        |
| Sutjeska (Nikšić)      | – | Dinamo (Zagreb)         | 0:0 (prod.) (2:4 pen.)     |
| Dinamo (Vinkovci)      | – | Čelik (Zenica)          | 1:0 (prod.)                |

## Osmina završnice
| Prva momčad            | Ukupno         | Druga momčad            | 1. utakmica 17. kolovoza 1988. | 2. utakmica 31. kolovoza 1988. |
| ---------------------- | -------------- | ----------------------- | ------------------------------ | ------------------------------ |
| Partizan (Beograd)     | 5:1            | Budućnost (Titograd)    | 3:0                            | 2:1                            |
| Sloboda (Tuzla)        | 2:6            | Crvena zvezda (Beograd) | 0:2                            | 2:4                            |
| NK Šibenik (Šibenik)   | 1:3            | Velež (Mostar)          | 1:1                            | 0:2                            |
| Radnički (Niš)         | 1:1 (1:3 pen.) | Liria (Prizren)         | 1:0                            | 0:1                            |
| Željezničar (Sarajevo) | 1:2            | Dinamo (Zagreb)         | 1:1                            | 0:1                            |
| Napredak (Kruševac)    | 0:2            | Mačva (Šabac)           | 0:0                            | 0:2                            |
| FK Sarajevo (Sarajevo) | 1:2            | Vojvodina (Novi Sad)    | 1:0                            | 0:2                            |
| Dinamo (Vinkovci)      | 3:5            | Rudar (Ljubija)         | 2:4                            | 1:1                            |

## Četvrtzavršnica
| Prva momčad        | Ukupno   | Druga momčad            | 1. utakmica 30. studenoga 1988. | 2. utakmica 21. prosinca 1988. |
| ------------------ | -------- | ----------------------- | ------------------------------- | ------------------------------ |
| Mačva (Šabac)      | 2:2 (gg) | Dinamo (Zagreb)         | 1:0                             | 1:2                            |
| Partizan (Beograd) | 3:2      | Crvena zvezda (Beograd) | 2:1                             | 1:1                            |
| Rudar (Ljubija)    | 2:1      | Vojvodina (Novi Sad)    | 2:1                             | 0:0                            |
| Velež (Mostar)     | 4:2      | Liria (Prizren)         | 2:0                             | 2:2                            |

## Poluzavršnica
| Prva momčad        | Ukupno         | Druga momčad    | 1. utakmica 8. ožujka 1989. | 2. utakmica 23. ožujka 1989. |
| ------------------ | -------------- | --------------- | --------------------------- | ---------------------------- |
| Partizan (Beograd) | 2:1            | Mačva (Šabac)   | 2:1                         | 0:0                          |
| Velež (Mostar)     | 1:1 (5:3 pen.) | Rudar (Ljubija) | 1:0                         | 0:1                          |

## Završnica

### Susret
| 10. svibnja 1989.                                                             |             |              |                                                                        |
| Partizan                                                                      | 6:1         | Velež Mostar | Stadion JNA, Beograd Broj gledatelja: 35.000 Sudac: Branko Bujić (Bar) |
| Vučićević 30' (pen.) 34' Milojević 52' Vokrri 55' Vermezović 59' Batrović 78' | (izvještaj) | 66' Repak    | Stadion JNA, Beograd Broj gledatelja: 35.000 Sudac: Branko Bujić (Bar) |

| Partizan | Velež |

| PARTIZAN:       |    |                     |     |
|                 |    |                     |     |
| G               | 1  | Fahrudin Omerović   |     |
| B               | 2  | Borče Sredojević    |     |
| B               | 3  | Miodrag Bajović     |     |
| B               | 4  | Vladimir Vermezović |     |
| B               | 5  | Gordan Petrić       |     |
| B               | 6  | Predrag Spasić      |     |
| B               | 7  | Dragoljub Brnović   |     |
| V               | 8  | Goran Milojević     | 66' |
| N               | 9  | Slađan Šćepović     |     |
| B               | 10 | Fadil Vokrri        |     |
| V               | 11 | Nebojša Vučićević   | 72' |
| Izmjene:        |    |                     |     |
| G               | ?  | Darko Belojević     |     |
| V               | ?  | Jovica Kolb         |     |
| V               | 14 | Bajro Župić         | 66' |
| V               | 16 | Zoran Batrović      | 72' |
| B               | ?  | Aleksandar Đorđević |     |
| Trener:         |    |                     |     |
| Momčilo Vukotić |    |                     |     |

| VELEŽ:         |    |                    |     |
|                |    |                    |     |
| G              | 1  | Vukašin Petranović |     |
| B              | 2  | Mili Hadžiabdić    |     |
| B              | 3  | Ismet Šišić        | 72' |
| B              | 4  | Ivica Barbarić     |     |
| B              | 5  | Veselin Đurasović  |     |
| B              | 6  | Ibrahim Rahimić    |     |
| V              | 7  | Zijad Repak        |     |
| V              | 8  | Zdenko Jedvaj      | 69' |
| N              | 9  | Predrag Jurić      |     |
| B              | 10 | Anel Karabeg       |     |
| V              | 11 | Semir Tuce         |     |
| Izmjene:       |    |                    |     |
| V              | 13 | Ahmed Gosto        | 72' |
| V              | 15 | Damir Čerkić       | 69' |
| Trener:        |    |                    |     |
| Žarko Barbarić |    |                    |     |

## Poveznice
- Prva savezna liga 1988./89.
- Druga savezna liga 1988./89.
- Međurepubličke lige 1988./89.

## Vanjske poveznice
- Tempo Almanah YU fudbal 88-89.
- RSSSF
- Jugoslavija - Detalji finala Kupa 1947.-2001
- exyufudbal.in.rs
- lavkup.com
- bihsoccer.com